# Acianthera fabiobarrosii
Acianthera fabiobarrosii är en orkidéart som först beskrevs av Eduardo Leite Borba och João Semir, och fick sitt nu gällande namn av Fábio de Barros och F.Pinheiro. Acianthera fabiobarrosii ingår i släktet Acianthera och familjen orkidéer. Inga underarter finns listade i Catalogue of Life.

## Bildgalleri

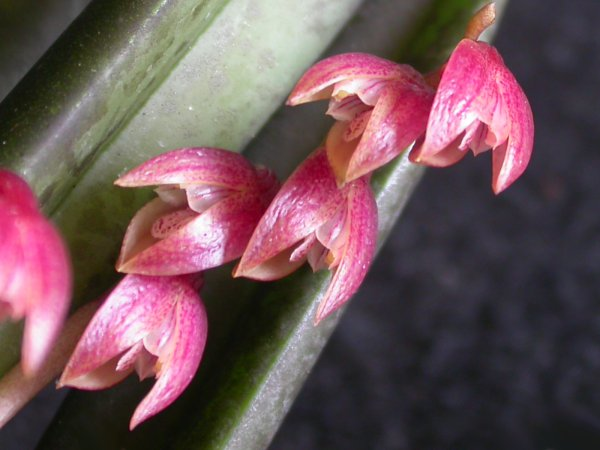
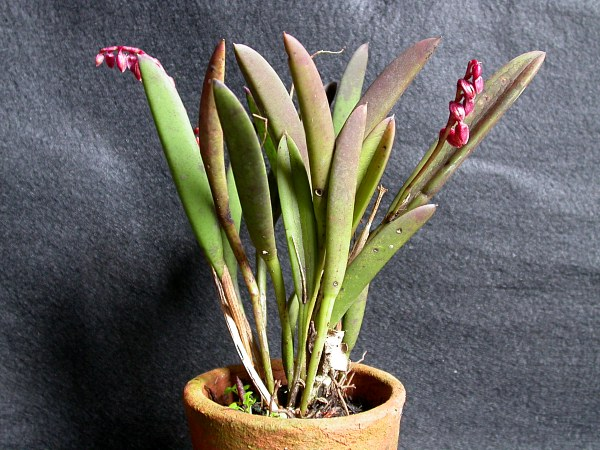
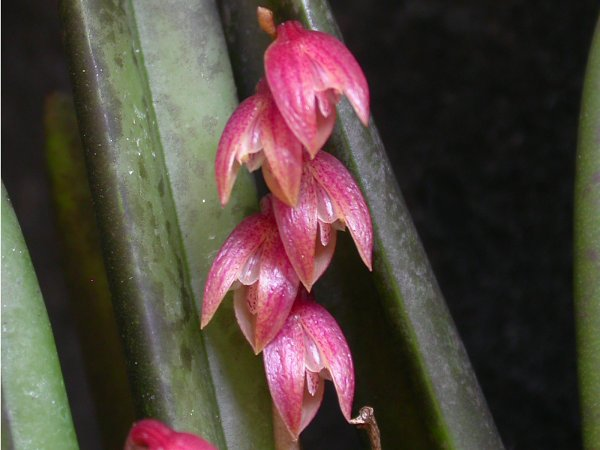
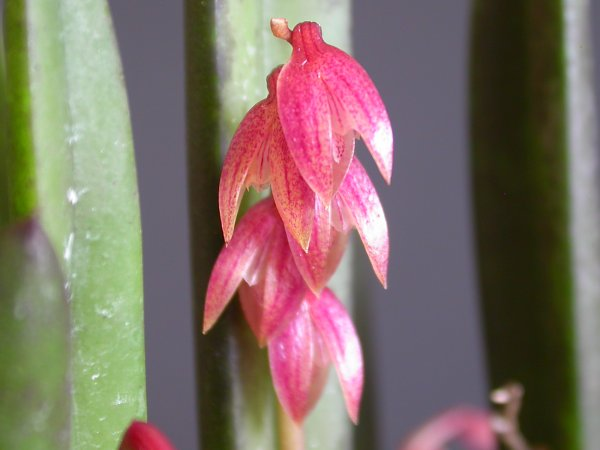
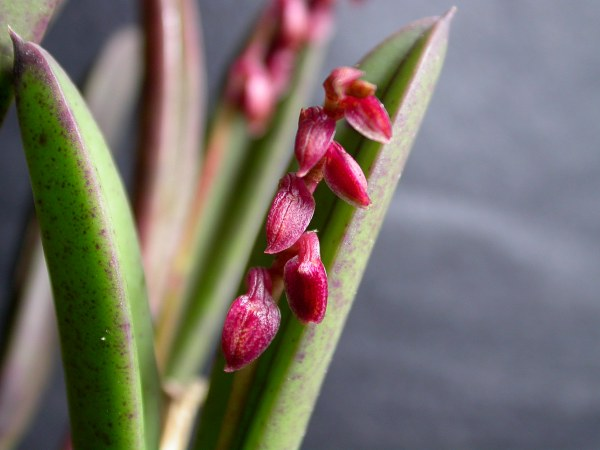
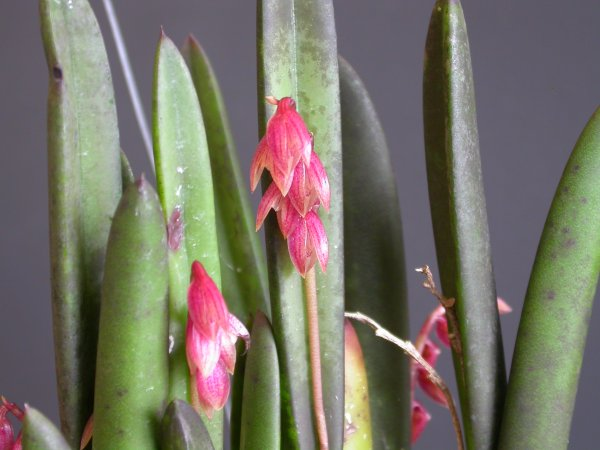